# Armstrong Whitworth Whitley
Die Armstrong Whitworth A.W.38 Whitley war ein zweimotoriger schwerer Bomber der britischen Sir W. G. Armstrong Whitworth Aircraft Company. Von März 1937 bis Februar 1946 wurde das Muster bei der Royal Air Force und der Fleet Air Arm eingesetzt. Einige Maschinen verwendete die British Overseas Airways Corporation als Verkehrsflugzeug.

## Geschichte

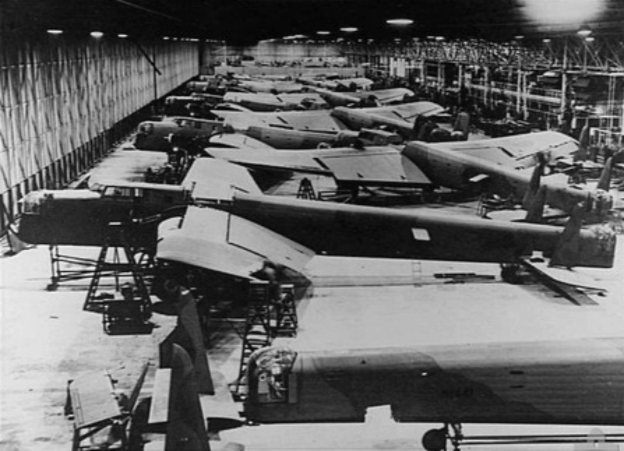
Serienproduktion der Whitley, 1941

Nach der militärischen Forderung im Jahr 1934 und der Bestellung im Juni 1935 startete der erste Prototyp am 17. März 1936 vom Werksflughafen Whitley bei Coventry. Die ersten 160 Exemplare flogen mit Sternmotoren vom Typ Armstrong Siddeley Tiger IX (bzw. VIII); spätere Varianten wurden mit V-12-Motoren Rolls-Royce Merlin oder deren US-amerikanischen Lizenzbauten Packard Merlin V-1650 ausgerüstet, welche die Geschwindigkeit um 84 km/h steigerten. Die Whitley Mk. V, von der rund 1500 Flugzeuge gebaut wurden, erreichte in einer Höhe von 5400 m eine Höchstgeschwindigkeit von 357 km/h. Im Juni 1943 wurde die Produktion nach 1814 gebauten Maschinen eingestellt.
In der ersten Zeit des Zweiten Weltkrieges waren einige Whitley-Bomber an den Abwürfen von Propagandamaterial über deutschem Gebiet beteiligt. Ab 1940 flogen sie Nachtbomberangriffe gegen deutsche Städte und nahmen im August dieses Jahres am ersten Bombenangriff auf Berlin teil.
146 Whitley wurden als Mk VII gebaut, die mit Suchradar zur Jagd auf U-Boote beim RAF Coastal Command ausgestattet waren. Zusätzlich entstanden 20 weitere Mk VII als Umbauten von Mk-V-Maschinen. Die gesamte Unterseite der Whitleys beim Coastal Command wurde zudem weiß statt schwarz lackiert, um schwerer von den Brückenwachen der U-Boote erkannt zu werden. Auch die Rumpfseiten wurden in die weiße Farbgebung einbezogen. 1942 und 1943 gelang es Whitley-Besatzungen, insgesamt fünf deutsche U-Boote zu versenken. Hierzu gehörte im März 1943 auch U 665.
Die Whitleys flogen auch diverse Spezialeinsätze, wie zum Beispiel das Absetzen von Agenten mit Fallschirmen hinter den feindlichen Linien.
Neben der Short Stirling, Handley Page Hampden und der Vickers Wellington zählte die Whitley zu den wichtigsten Bombern der Royal Air Force während der Anfangsphase des Krieges.

## Versionen

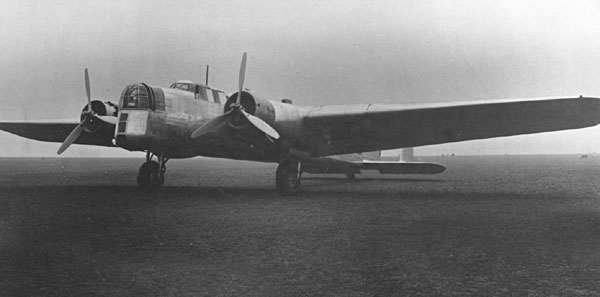
Whitley-Prototyp, 1936

Mk IVersion mit 795-PS-Sternmotoren Armstrong Siddeley Tiger IX, je ein 7,7-mm-MG in manuell drehbaren Drehtürmen in Bug und Heck. Zwei Prototypen und 34 Serienflugzeuge wurden gebaut.
Mk IIVersion mit 920 PS leistenden Tiger-VIII-Motoren, 46 wurden gebaut.
Mk IIIVersion mit ausfahrbarem MG-Turm im Boden mit zwei 7,7-mm-MGs und größerem Bombenschacht, 80 wurden gebaut.
Mk IVab 1938 produzierte Version mit 1030 PS leistenden Rolls-Royce Merlin IV und vergrößertem Treibstoffvorrat. 33 wurden gebaut.
Mk IVAVersion mit 1145-PS-Merlin-X-Motoren, sieben wurden gebaut.
Mk VVersion mit elektrisch angetriebenen Nash & Thompson-Türmen mit je vier 7,7-mm-Browning-MGs. Um ein besseres Schussfeld zu erreichen, wurde das Heck um 381 mm verlängert. Die Tragflächenvorderkanten konnten enteist werden. Zwischen 1939 und Juni 1943 wurden 1.466 gebaut.
Mk VIVorgeschlagene Version mit Sternmotoren von Pratt & Whitney oder mit dem Merlin XX, nicht gebaut.
Mk VIILangstreckenversion zur Seeraumüberwachung (3.700 km Reichweite) für das RAF Coastal Command mit Radar und sechs Mann Besatzung. 146 wurden gebaut.

## Produktionszahlen
Die Whitley wurde in Großbritannien nur bei Armstrong Whitworth gebaut.
| Jahr  | Anzahl |
| ----- | ------ |
| 1937  | 31     |
| 1938  | 101    |
| 1939  | 156    |
| 1940  | 387    |
| 1941  | 504    |
| 1942  | 540    |
| 1943  | 93     |
| Summe | 1.812  |

## Militärische Nutzung
Vereinigtes Königreich
- Royal Air Force

## Technische Daten

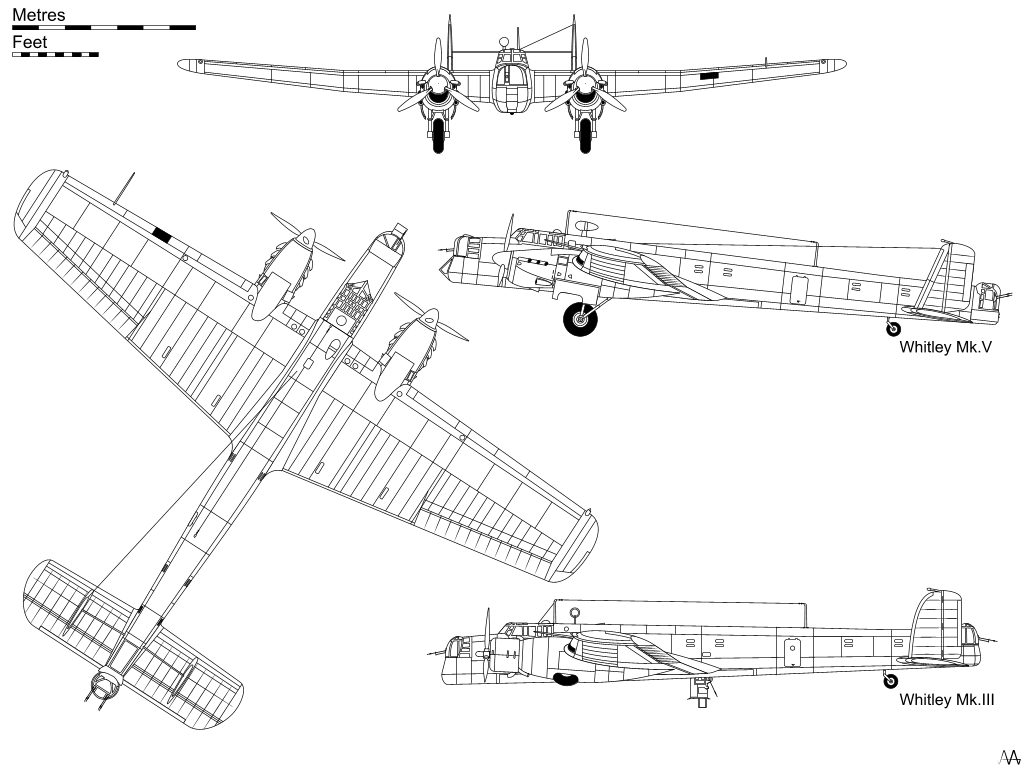
Risszeichnung der Whitworth Whitley III und V

| Kenngröße             | Daten (Armstrong Whitworth Whitley V)                                                                                                 |
| --------------------- | --- |
| Typ                   | schwerer Bomber, Aufklärer, U-Boot-Jäger                                                                                              |
| Besatzung             | 5 |
| Spannweite            | 25,6 m |
| Länge                 | 21,5 m |
| Höhe                  | 4,57 m |
| Leermasse             | 8.766 kg |
| Startmasse            | maximal 15.196 kg |
| Antrieb               | zwei V12-Zylinder Rolls-Royce Merlin X mit je 1.145 PS (842 kW)                                                                       |
| Höchstgeschwindigkeit | 357 km/h |
| Marschgeschwindigkeit | 297 km/h |
| Steiggeschwindigkeit  | 244 m/min |
| Dienstgipfelhöhe      | 5.400–6.400 m |
| Reichweite            | 756 km bei maximaler Zuladung 2.650 km mit 1.361 kg Bomben                                                                            |
| Bewaffnung            | ein 7,7-mm-Vickers K im Bug vier 7,7-mm-Brownings im Heckstand bis zu 3.175 kg Bomben im Bombenschacht und an den inneren Tragflächen |